# ولایت ترابزون

ولایت ترابزون به مساحت تقریبی ۳۱٬۲۹۰ هزار کیلومتر مربع

ولایت ترابزون که یکی از ایالت‌های امپراتوری عثمانی بود، که امروز بخش‌هایی از ترکیه را تشکیل می‌دهد. در قرن بیستم مساحت ۳۱٬۲۹۰ کیلومتر مربع را اشغال می‌کرد.